# Леонид Лутугин
Леонид Иванович Лутугин (на руски: Леони́д Ива́нович Луту́гин) е руски геолог, обществен деятел.

## Биография
Роден е на 4 март 1864 година (стар стил) в Санкт Петербург, Руска империя, в богато търговско семейство. Завършва Минния институт и постъпва като геолог в Геоложкия комитет. От 1897 година е професор по геология в Минния институт, в който чете лекции до 1907 година.
През 1890 – 1891 година извършва геоложки изследвания и картирания в района на горните притоци на реките Кама и Вятка (от басейна на Волга) и реките Вичегда и Луза (от басейна на Северна Двина), извиращи от източните части на Северните Ували между 48º и 54º и.д. За тази си дейност е награден със сребърен медал от Руското географско дружество.
От 1892 г. започва изучаването на Донецкия каменовъглен басейн, като се занимава с тази дейност до смъртта си. През 1893 – 1896 година публикува отчети за геоложките проучвания в района на селището Лисичанск, в които доказва промишленото значение на въглищните залежи в Донбас. През 1897 година, заедно с Феодосий Чернишев, публикува капиталния труд „Донецкий каменноугольный бассейн“. Извършва първото детайлно геоложко картиране на Донецкия басейн и за тази си работа е награден с голям златен медал на международното изложение в Торино през 1911 година.
От 1907 година Лутугин е председател на Имперското Руско техническо дружество, а от 1908 година – вицепрезидент на имперското Свободно икономическо дружество. През последните години от живота си е зает с изследване на Кузнецкия и Челябинския каменовъглени басейни. Изучава условията за формиране на въглищните находища, обяснява честата смяна на видовете въглища с колебателните движения на земната кора и установява зависимостта на качеството им от степента на метаморфоза.
Леонид Лутугин развива и активна обществена дейност. От 1903 до 1905 година членува в „Съюза за освобождение“ и сътрудничи в списание „Освобождение“. През октомври 1905 година участва в Учредителния конгрес на Конституционно-демократическата партия, избран е за член на централния комитет на партията, но скоро напуска. Същата година е един от организаторите на „Академическия Съюз“ и „Инженерния съюз“. През 1907 година участва в предизборната кампания за „Държавната дума“, но не е избран. Същата година е уволнен от Геоложкия комитет и Минния институт.
Умира на 30 август 1915 година (стар стил) в село Колчугино (днес Ленинск-Кузнецкий, Кемеровска област).

## Памет
Неговото име носи град Лутугино (48°24′ с. ш. 39°13′ и. д. / 48.4° с. ш. 39.216667° и. д.) в Луганска област, Украйна.

## Публикации
- „Дневник геологических наблюдений на Северных Увалах“ (Записки Минеролог. Общества, Л., 1924, ч. 53);
- „Избранные труды по геологии Донецкого бассейна“ (1956).